# De Soto (Illinois)
De Soto es una villa ubicada en el condado de Jackson en el estado estadounidense de Illinois. En el Censo de 2010 tenía una población de 1590 habitantes y una densidad poblacional de 664,4 personas por km².

## Geografía
De Soto se encuentra ubicada en las coordenadas 37°48′57″N 89°13′37″O / 37.81583, -89.22694. Según la Oficina del Censo de los Estados Unidos, De Soto tiene una superficie total de 2.39 km², de la cual 2.36 km² corresponden a tierra firme y (1.3%) 0.03 km² es agua.

## Demografía
Según el censo de 2010, había 1590 personas residiendo en De Soto. La densidad de población era de 664,4 hab./km². De los 1590 habitantes, De Soto estaba compuesto por el 92.45% blancos, el 2.89% eran afroamericanos, el 1.38% eran amerindios, el 0.38% eran asiáticos, el 0.13% eran isleños del Pacífico, el 0.69% eran de otras razas y el 2.08% pertenecían a dos o más razas. Del total de la población el 2.64% eran hispanos o latinos de cualquier raza.